# Vertakt schaafstro
Vertakt schaafstro (Equisetum ×moorei, synoniemen: Equisetum moorei, Equisetum occidentale) is een overblijvende plant, die behoort tot de paardenstaartfamilie (Equisetaceae). Het is een hybride van schaafstro (Equisetum hyemale) en vertakte paardenstaart (Equisetum ramosissimum). Het aantal chromosomen is 2n=216.
De plant wordt 100-120 cm hoog en heeft wortelstokken. De bleekgroene, 4-6 mm dikke, erg ruwe, holle stengel is meestal niet vertakt of alleen bovenaan. De in kransen staande bladeren bestaan uit kleine schubben, waarbij de bladscheden grotendeels met elkaar vergroeid zijn tot een stengelschede. Op de stengel zitten 10-30 matig diepe groeven en stengelscheden met evenzoveel tanden. De gelede stengel heeft een centrale holte waaromheen twee ringen bijholten, respectievelijk de carinale en valleculaire holte. De centrale holte is ongeveer de helft van de diameter van het internodium tot drievijfde van de diameter van het internodium. De stengelscheden, behalve de bovenste, hebben een lange witachtige zone omgeven door twee zwarte banden. De bovenste stengelscheden zijn groen en hebben geen zwarte band aan de onderzijde. De tanden van de stengelschede vallen vrij vroeg af. Van soortgelijke soorten verschilt vertakt schaafstro door de aanwezigheid van kiezelinsluitingen onderaan in de vorm van dwarsribben en bovenaan als puntjes. De plant is steriel.

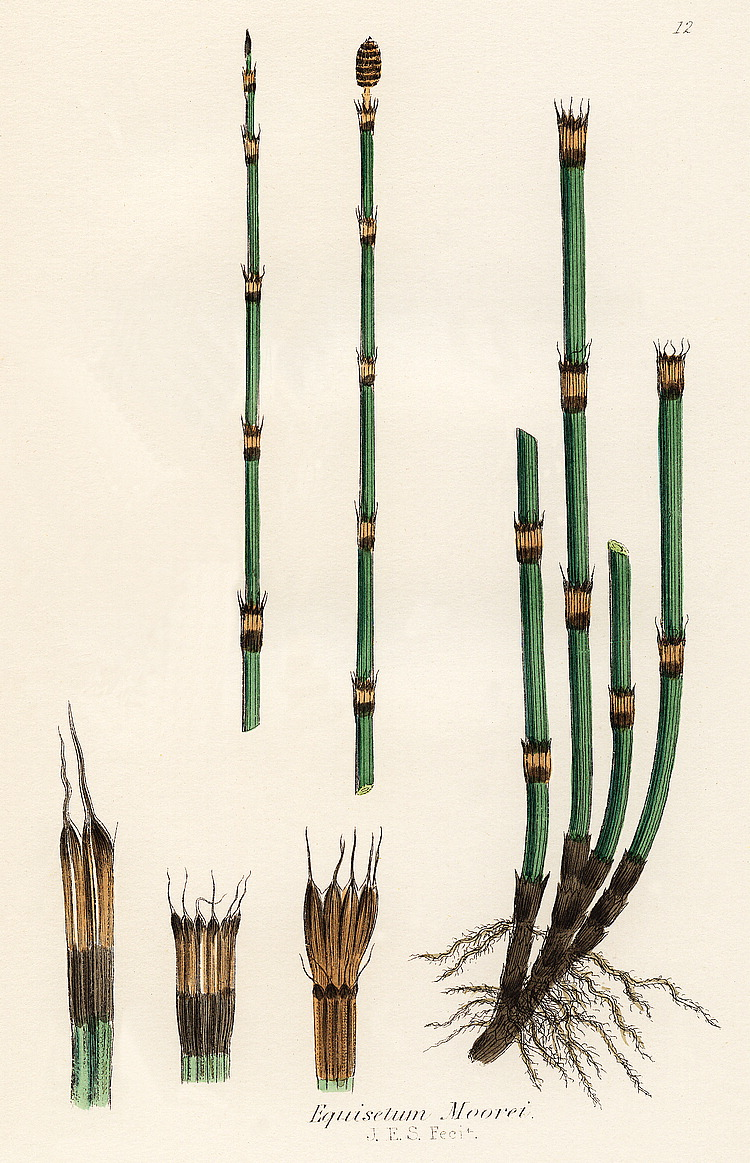
Illustratie
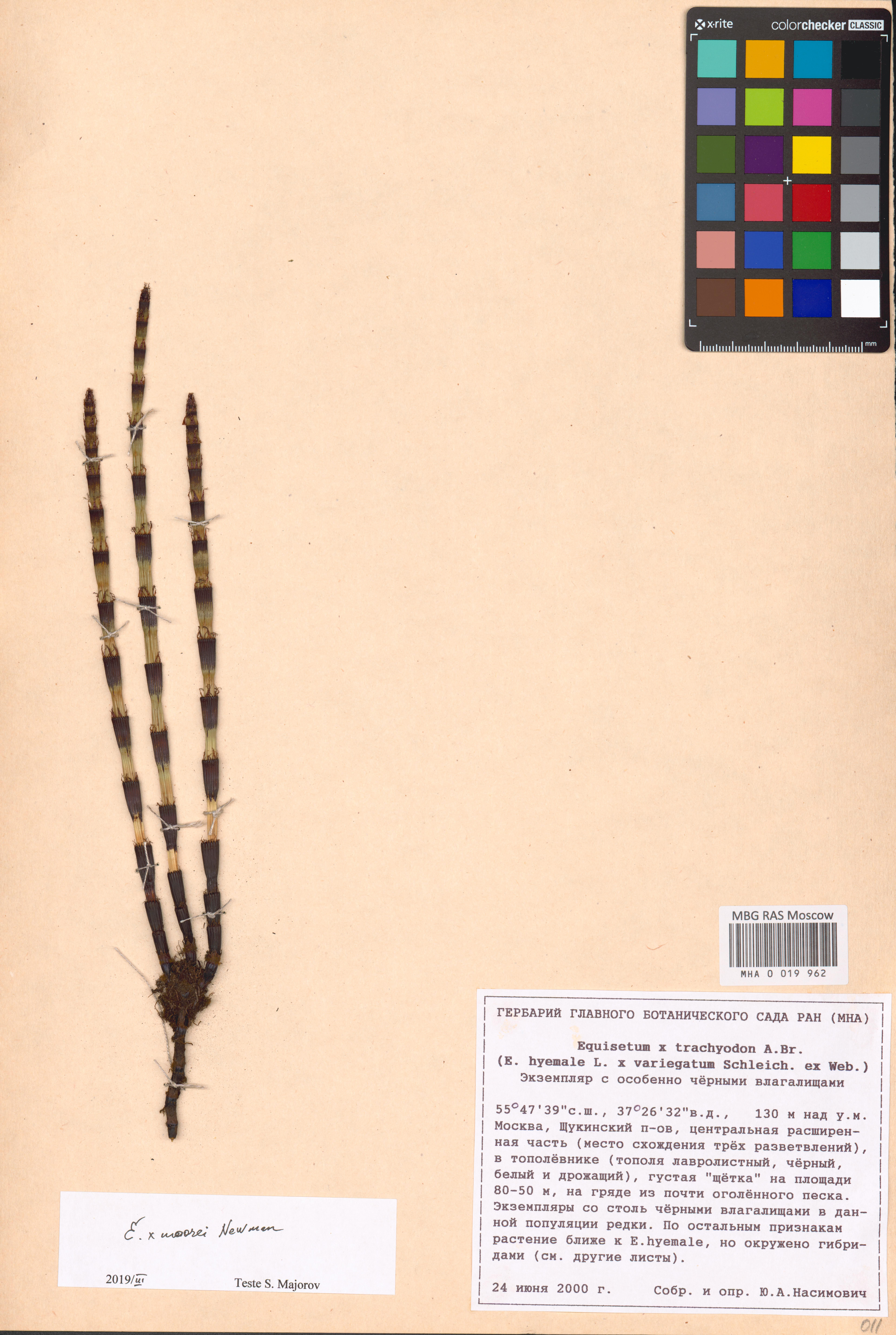
Herbarium exemplaar
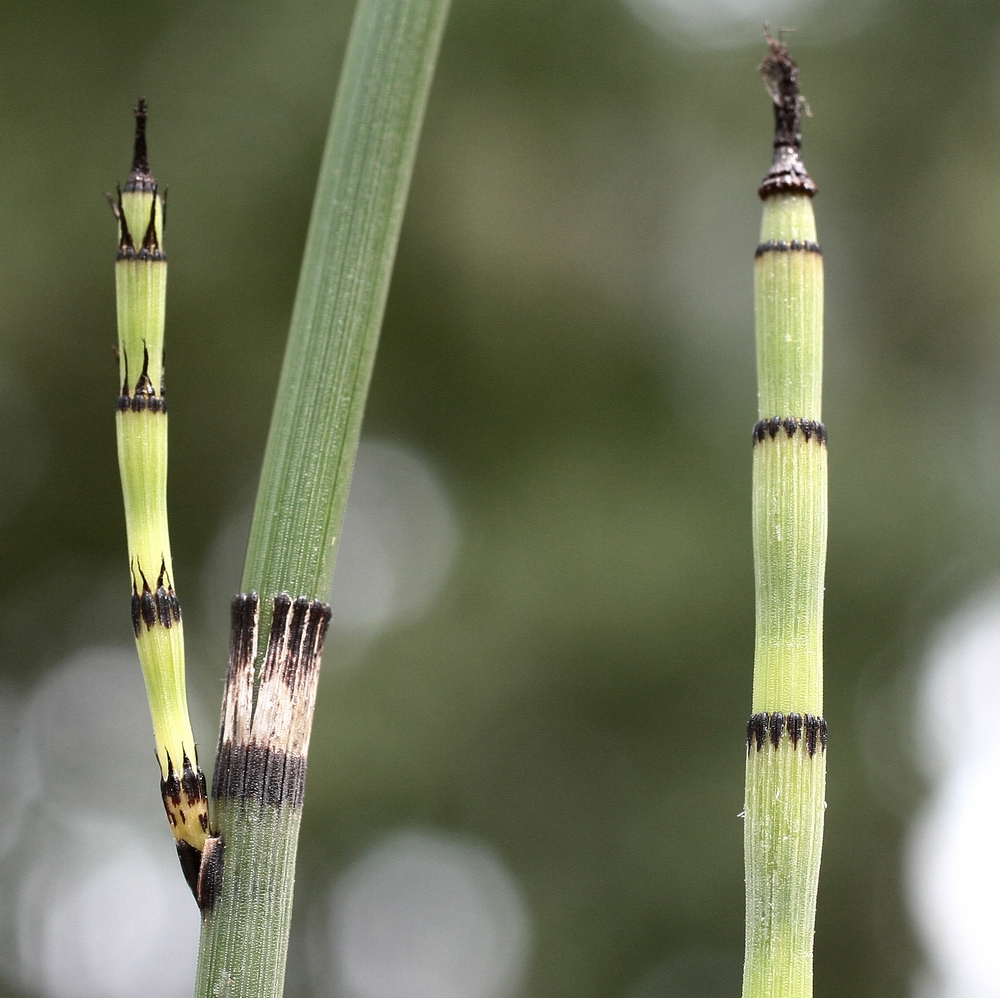
Stengel met stengelscheden
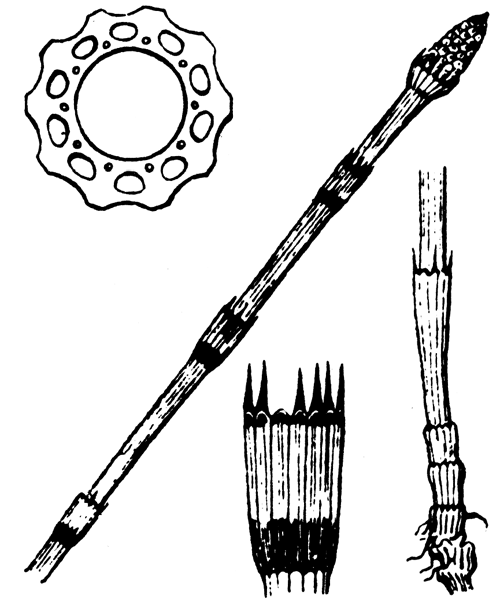
Stengel met dwarsdoorsnede

Vertakt schaafstro staat op zonnige, zelden iets beschaduwde, droge, zandige en grindige bodems. Het is een soort van milieus die aan erosie en instabiliteit onderhevig zijn en de soort staat dan ook in tamelijk droge, pioniervegetaties, op hellingen en plaatsen waar grind gewonnen wordt. De plant wordt gevonden langs de grote rivieren en in de duinen, daarnaast langs spoorwegtrajecten in Holland, Utrecht en Gelderland. De soort wordt aangetroffen op plaatsen waar de arealen van de beide stamouders elkaar overlappen. Ze is van schaafstro te onderscheiden door haar steriliteit, de verminderde winterhardheid, de minder snel afvallende tanden en het feit dat de kiezelafzettingen op de ribben samenvloeien tot dwarsbandjes.